# Superwirbel
Der Superwirbel im Holiday Park (Haßloch) war eine Stahlachterbahn vom Modell Corkscrew with Bayerncurve des Herstellers Vekoma. Sie war 1979 die erste Achterbahn mit Inversionen in Deutschland.

## Geschichte
Das Modell war ursprünglich für den mobilen Einsatz auf Kirmessen gedacht, benötigte jedoch für den Auf- und Abbau zu viel Zeit. Eine gleichartige Bahn wurde im selben Jahr einmalig auf der Dürener Annakirmes aufgebaut. Der Superwirbel wurde, ohne je auf Reisen gewesen zu sein, 1979 im Holiday Park installiert. Nach dem Abbau des Superwirbels existieren von diesem Modell zurzeit (Stand: Oktober 2023) noch zwei Achterbahnen weltweit.
Die nicht mehr moderne Bahn, die Bremsen mussten zum Beispiel noch manuell freigegeben werden, erfuhr nach Übernahme des Parks durch Plopsa nicht mehr den erwünschten Publikumszuspruch und sollte deshalb Platz machen für eine neue Achterbahn. Am 31. Oktober 2013 absolvierte der Superwirbel seine letzte Fahrt im Holiday Park und wurde anschließend abgebaut. Der Superwirbel war bis dahin die älteste Überkopf-Achterbahn in Deutschland. Ein Teil der beiden Korkenzieher wurde als Erinnerung an diesen Teil deutscher Achterbahngeschichte nicht verschrottet und befindet sich heute über dem Eingang zum Themenbereich.
Auf dem Gelände wurde am 12. April 2014 die Katapultachterbahn „Sky Scream“ (Modell Sky Rocket II) eröffnet.

## Züge
Auf Superwirbel kamen ursprünglich zwei Züge mit jeweils sechs Wagen von Arrow Dynamics zum Einsatz. Zur Saison 2003 wurden sie durch neuere Modelle von Vekoma ersetzt. Ab der Saison 2012 war jedoch nur noch ein Zug in Betrieb. Jeder Wagen bot Platz für vier Personen (zwei Reihen à zwei Personen). Die Schulterbügel ließen sich nicht vom Kontrollpult der Bahn aus bedienen. An jedem Wagen des Zuges befand sich ein Pedal, das der Anlagenführer betätigen musste, um die vier Bügel des jeweiligen Wagens zu arretieren oder zu öffnen.

## Hintergrund
Der Superwirbel war mehrmals Teil der Weltrekorde des Amerikaners Richard Rodriguez im Dauer-Achterbahn-Fahren. Im Jahre 1982 fuhr Richard Rodriguez insgesamt 328 Stunden (Tag und Nacht) auf dem Superwirbel.
2003 stellte er einen erneuten Weltrekord im Dauer-Achterbahn-Fahren auf: 49 Tage und Nächte lang fuhr er tagsüber auf der Expedition GeForce und nachts auf dem Superwirbel.

## Fotos

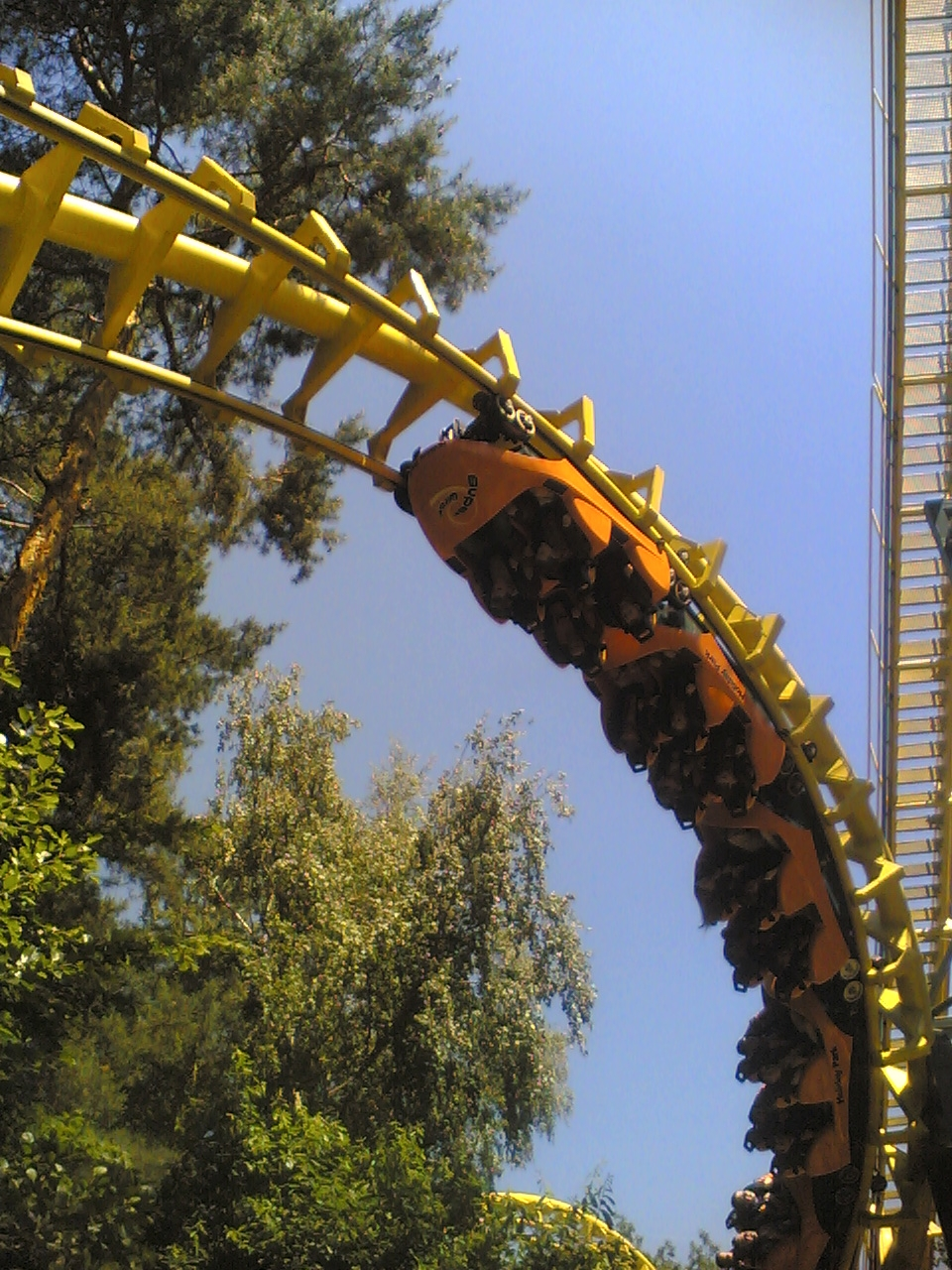
Im Korkenzieher mit Vekoma-Zug
Während der Fahrt